# Дилататор зрачка

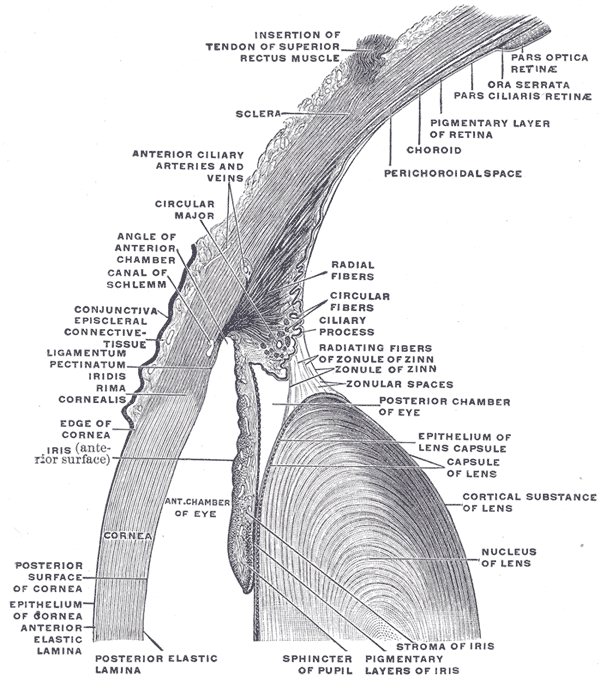
Сагиттальное сечение верхней части глазного яблока

Мышца-расширитель зрачка, или дилататор зрачка (лат. musculus dilatator pupillae) — внутренняя мышца глаза, которая расширяет зрачок. Мышца размещена непосредственно на пигментном слое радужки. Является антагонистом суживателя зрачка, и вызывает расширение зрачка — мидриаз.
Дилататор зрачка иннервируется симпатическими волокнами из верхнего шейного узла (симпатического ствола). Симпатические волокна транзитом проходят через цилиарный узел (не переключаются в синапсы).